# Krautrock
Krautrock (Kosmische Musik, Kraut, ou ainda Krautwave) é um nome genérico atribuído às bandas experimentais na Alemanha do fim da década de 1960 e do começo da década de 1970. Originalmente era um termo utilizado de forma pejorativa pela imprensa musical inglesa, e acredita-se que tenha sido criado por ela a partir da expressão popular Kraut, que significa uma pessoa alemã, e por sua vez derivada do prato tradicional alemão chucrute, sauerkraut (literalmente "repolho azedo"). No entanto, muito por causa do sucesso dessas bandas, o termo ganhou mais tarde um significado positivo, sendo atualmente visto como um título de reconhecimento ao invés de insulto.
Bandas tipicamente definidas como krautrock do começo de 1970 são Tangerine Dream, Faust, Amon Düül II e Can, além das associadas ao produtor Conny Plank, como Neu!, Kraftwerk e Kluster. Essas bandas manifestavam uma reação ao vácuo cultural na Alemanha pós-Segunda Guerra Mundial e de forma geral rejeitavam a cultura Anglo-Americana em favor de uma definição própria, mais radical e experimental, do que seria a nova cultura alemã.
O krautrock, em termos musicais, pode ser considerado uma síntese de influências que transitam entre a psicodelia de nomes como Pink Floyd (em sua fase inicial), La Monte Young e Velvet Underground, as vanguardas eruditas do século XX (músicas concreta e a eletroacústica), incluindo ainda passagens pelo minimalismo, pelo atonalismo e pelo free jazz. É caracterizado por um gosto obsessivo por dissonâncias, ruídos, colagens sonoras, improvisação e ritmo, frequentemente preocupando-se mais com o timbre do que com a melodia.
Gêneros como o pós-punk (Pere Ubu, The Fall, Joy Division e PIL), música industrial (Einstürzende Neubauten), rock alternativo (Sonic Youth), eletrônico (Gary Numan, Throbbing Gristle e Cabaret Voltaire) ou mesmo o som de bandas como Mouse On Mars e Stereolab tiveram alguma inspiração no krautrock.
Um erro frequente é a classificação de toda a cena rock alemã dos anos 70 com a utilização da denominação krautrock: é quase normal encontrar artigos que tratam o termo como uma espécie de "saco sem fundo", e que terminam por incluir bandas de hard alemão como Lucifer's Friend e Eloy nessa categoria, o que é um grande erro. Tradicionalmente, o krautrock é sinônimo de ruptura com o paradigma "vejam o quão rápido podemos tocar", substituindo-o por "vejam o quão longe podemos ir". O uso da criatividade em detrimento da velocidade é ressaltado pelo uso frequente do chamado motorik, ou seja, batidas em tempo 4/4 muito utilizado pelas bandas da época.
Embora o termo Kosmische Musik tenha sido usado para designar as bandas do que era entendido (na época) como o rock progressivo da Alemanha, hoje é utilizado com um sinônimo para o Krautrock.
Um das compilações mais representativas do gênero pode ser encontrada na coletânea Space Box - 1970 & Beyond, lançada pela Cleopatra Records em 20 de agosto de 1997.